# Impulsivitet

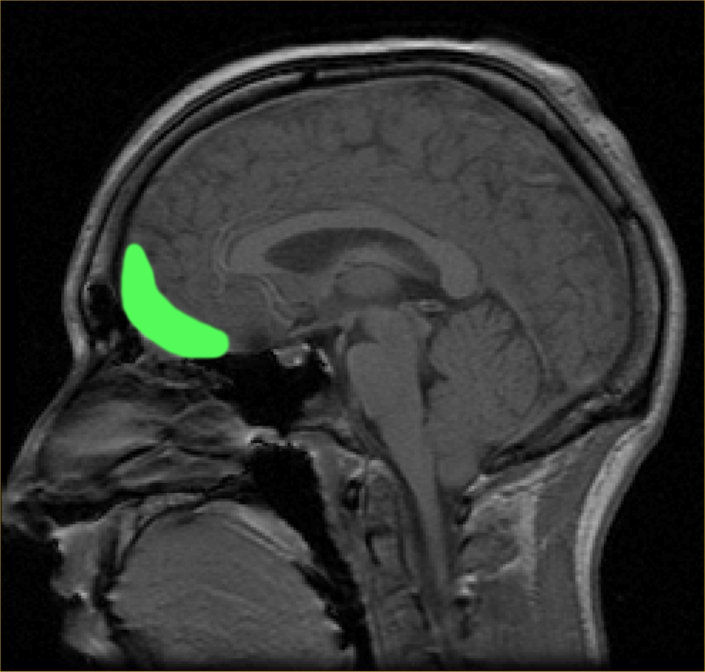
Orbitofrontalcortex reglerar impulsiviteten.

Impulsivitet är ett beteende eller ett personlighetsdrag, som kännetecknas av en persons fallenhet inför att företa sig något utan att iaktta konsekvenserna, i ögonblickets ingivelse. Det är en form av extraversion som kan vara ett symtom på en psykisk störning eller en tillfällig personlighetsförändring. Motsatsen till impulsiv är reflekterande, ett kognitivt personlighetsdrag.
Impulsivitet hänger ihop med risktagande, frånvaro av planering, samt benägenheten att fatta snabba beslut. Det är ett utmärkande drag för ADHD, impulskontrollstörning, bipolär sjukdom, drogmissbruk, vissa organiska psykiska störningar och personlighetsstörningar. Genetiska komponenter kan spela roll för utvecklingen av personlighetsdraget. Impulsiviteten regleras av orbitofrontalcortex och inferiora frontalgyrus.
Ett visst mått av impulsivitet och att ibland drabbas av det är normalt, eftersom det underlättar adaption, anpassning. Det är också normalt för barn att vara mer impulsiva än reflekterande, i relation till åldern.
Impulsiviteten kan uppfattas som bestånde av delkomponenter. En vanlig tredelning av impulsivitet definieras den som att inneha en uppmärksamhetskomponent (att lätt bli uttråkad), en motorisk komponent (att skrida till handling) och en kognitiv komponent (oförmåga att planera).